# Sport Vlaanderen Hasselt
Sport Vlaanderen Hasselt (vroeger ook bekend als De Schaverdijn) is een overdekte ijshal met een kunstijsbaan in de Belgische stad Hasselt. Of je nu topsporter bent of gewoon liefhebber, iedereen kan er terecht. 
Het is een olympische indoor schaatsbaan (30 x 60 meter) en eveneens de thuishaven van het BeGold-project. Een project dat de beste jonge sporttalenten ondersteunt met als doel het behalen van een olympische medaille.
Elke dag wordt het ijs afgereden en weer opnieuw glad gemaakt, zodat je optimaal gebruik kunt maken van de schaatsbaan. De koelinstallatie onder de piste garandeert perfecte ijscondities.
Het schaatsseizoen loopt elk jaar van september tot en met mei. Maar in 2025 zal er ook zomerijs worden aangeboden voor clubs en federaties. De ideale kans om het seizoen tijdens de zomermaanden optimaal voor te bereiden.
Hasselt telt 4 actieve ijssportverenigingen:
- Hasseltse Kunstschaatsclub (HSK) (kunstschaatsen)
- IJshockeyclub Haskey (ijshockey)
- Shorttrackclub YSD (shorttrack)
- Icecross club X-treme Ice Skating

In de onmiddellijke omgeving van de ijsbaan bevinden zich het stedelijk overdekt- en openluchtzwembad Kapermolen, de Japanse Tuin en Park H (Trixxo Arena, Plopsa Indoor en Versuz).
Naast de ijshal ligt een veld waarop de Hasselt Cricket Club cricket speelt.